# 비키 드레이브스
빅토리아 ("비키") 마닐로 드레이브스(Victoria ("Vicki") Manilo Draves, 1924년 12월 31일 ~ 2010년 4월 11일)는 미국의 여성 다이빙 선수로 1948년 런던 올림픽 2관왕이다.
샌프란시스코에서 필리핀인 아버지와 영국인 어머니 사이에 태어났다. 그녀의 부모는 샌프란시스코에서 만나 결혼하였다. 10세가 될 때까지 수영 실습을 받지 못했던 드레이브스는 적십자 단체로부터 수영을 배웠다.
다이빙 코치 필 패터슨을 만나 훈련을 맡았으며, 1942년 고등학교를 졸업하고 가족의 메마른 수입을 보태기 위하여 항구의 외과에서 임시적인 일을 하였다. 패터슨 코치가 제2차 세계 대전에 종군하면서, 후에 남편이 된 코치 라일 드레이브스를 만났다.
런던 올림픽 출전에 대비하여 드레이브스는 5회의 국내 선수권 대회를 우승하였다. 올림픽이 끝나고 그녀는 프로로 전향하여 시카고에서 열린 래리 크로스비의 수상 쇼 "수영 시간의 서사시"에 가담하였다. 또한 버스터 크래비의 "수상 행렬"과 함께 미국과 유럽을 순회하였다.
1969년에는 국제 수영 명예의 전당에 헌액되었다.
2006년 10월 샌프란시스코의 2 에이커 되는 공원이 그녀의 명예를 따서 빅토리아 마닐로 드레이브스 공원이란 이름이 붙었다. 85세의 나이에 폐렴으로 인한 췌장암으로 사망할 때까지 그녀와 남편은 팜 스프링스에서 살았다고 한다.